# Manor Solomon
Manor Solomon ( tiếng Do Thái : מנור סולומון ; sinh ngày 24 tháng 7 năm 1999) là một cầu thủ bóng đá chuyên nghiệp người Israel chơi ở vị trí tiền vệ cánh hoặc tiền vệ tấn công cho câu lạc bộ Premier League Tottenham Hotspur và Đội tuyển bóng đá quốc gia Israel .